# مهدی‌قلی‌خان وفا
مهدی‌قلی‌خان وفا (ترکی آذربایجانی: Mehdiqulu xan Xasay xan oğlu Üsmiyev؛ 1855 – ۸ سپتامبر ۱۹۰۰ (۴۵ ساله)) سراینده شعر غنایی آذربایجانی و قموق و از خاندان جوانشیر بود. وی علاوه بر اینکه سرهنگ دوم ارتش امپراتوری روسیه تزاری بود، اشعاری تحت نام مستعار وفا می‌سرود.

## اوایل زندگی
مهدی‌قلی‌خان وفا در سال ۱۸۵۵ در خانواده «خاسای‌بیگ اوتسمیو»، سرلشکر قموق‌الاصل ارتش روسیه تزاری، و خورشیدبانو ناتوان، شاعر نام‌آور آذربایجانی، در شهر شوشی دیده بر جهان گشود. خانواده‌اش اسم مهدی‌قلی او را به افتخار مهدیقلی خان جوانشیر گذاشته بودند.
الکساندر دوما در سال دربارهٔ وی آورده‌است: «یک پسر پنج یا شش ساله یک خنجلی در دست دارد که احتمال دارد از حس غریزی نشأت گرفته باشد. این یک خنجر واقعاً تیز بود که یک مادر فرانسوی هرگز آن را به فرزندش نمی‌داد.

## خدمات نظامی

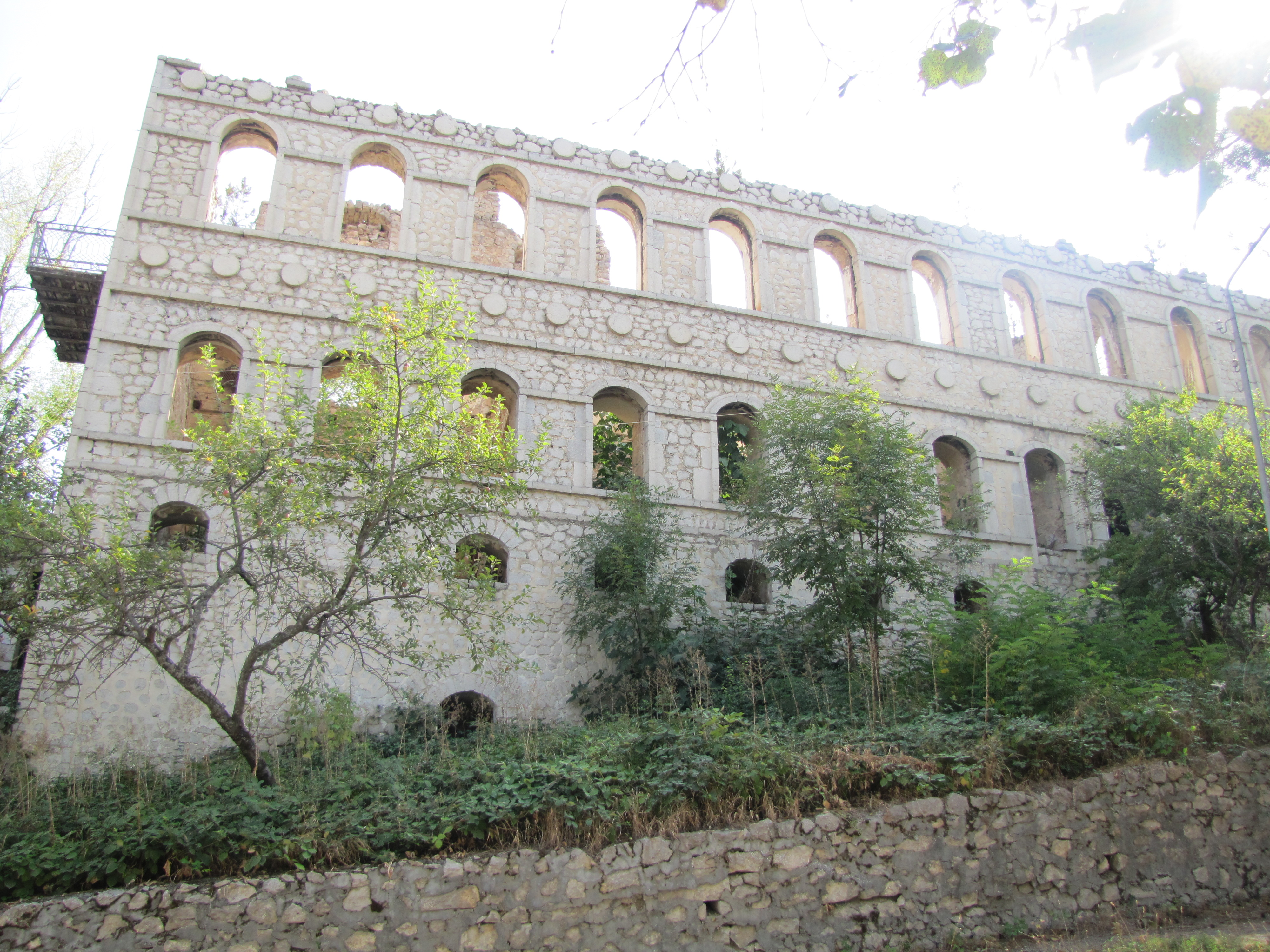
یک بنای تاریخی در ارمنستان

مهدی‌قلی‌خان وفا خدمت نظامی خود را سال ۱۸۷۱ آغاز کرد و در همان سال مدال نقره «برای استقبال از جناب عالی امپراتور در تفلیس در سال ۱۸۷۱» دریافت کرد. بعداً در ۸ نوامبر ۱۸۷۱ به رتبه نظامی «پراپورشچیک» روسیه تزاری ارتقا یافت. در سال ۱۸۷۶ خدمتش را در شاخه سواره نظام ادامه داد و به سمتی در یک گردان هوایی منصوب شد. در سال ۱۸۷۷ برای مأموریت‌های ویژه به فرماندهی ناحیه نظامی قفقاز منتقل شد. عمدتاً تحت فرماندهی «ایوسیف گورکو» در جنگ روسیه و عثمانی (۱۸۷۷–۱۸۷۸) حضور پیدا کرد. به دنبال پایان جنگ با امضای پیمان برلین، به قفقاز برگشت و مدال‌هایی برای شجاعت و حضور در جنگ را دریافت کرد.
پس از ارتقاء به درجه نظامی «کورنت» در ۲۱ آوریل سال ۱۸۷۹، به هنگ «محافظان قزاق امپراتور» اعزام شد. از ۱۸۹۰ تا ۱۸۹۵ به عنوان «ریت‌مایستر» سواره‌نظام ارتش و سپس به عنوان نائب فرمانده ناحیه نظامی قفقاز خدمت کرد. بعداً در سال ۱۸۹۵، به بالاترین درجه اش در خدمت خود یعنی سرهنگ دومی نائل گشت. از سال ۱۸۹۷ تا ۱۹۰۰ افسر ستاد منطقه نظامی قفقاز بود.
طبق سوابق خدمت نظامی‌اش، مهدی‌قلی‌خان وفا دارای یک ملک خانوادگی متشکل از دو خانه در شهر شوشی، دو کاروانسرا در نزدیکی شهر خانکندی، باغ‌ها، آسیاب‌ها و همچنین یک ملک خالی از سکنه بود که با خواهرش در خاساویورت دارای ملکیت مشترک با خواهرش بود. همچنین املاکی در شوشی، مالی‌بیگلی (روستای شهر شوشی)، قیاس‌لی، خیدیرلی، بیله‌ین، «احمدوار»، «قروند میدان»، سالورد، قره‌قویون‌لو، ایلخچی‌لار و غیره… به وی اعطا شده بود. مهدی‌قلی‌خان وفا در سال ۱۹۰۰ در تفلیس درگذشت و در آق‌دام به خاک سپرده شد.

## جوایز[۴]
- نشان آنای مقدس درجه ۴ با نوشته «برای شجاعت» (۲۵ سپتامبر ۱۸۷۷)
- نشان «استانیسلاوس مدقس» درجه ۳ با شمشیر و کمان (۲۵ سپتامبر ۱۸۷۷)
- نشان آنای مقدس درجه ۳ با شمشیر و کمان (۳ نوامبر ۱۸۷۷)
- نشان «ولادیمیر مقدس» درجه ۴ (۳ نوامبر ۱۸۷۷)
- نشان «صلیب تاکوو» (اهدا شده از سوی میلان یکم صربستان در ۲۱ فوریه ۱۹۹۰)
- نشان افتخار شیر و خورشید درجه ۳ (۲۰ سپتامبر ۱۸۸۱)
- نشان «استانیسلاوس مدقس» درجه ۲ (۳۰ اوت ۱۸۸۷)
- نشان آنای مقدس درجه ۲ (۳۰ اوت ۱۸۹۱)